# 남유식
남유식(1990년 8월 18일 ~ )은 대전MBC의 아나운서이다.

## 주요 경력
- 2017년 3월 ~ 6월 G1 MC
- 2017년 7월 ~ 11월 온케이웨더 기상캐스터
- 2017년 12월 ~ 2018년 6월 TBC 아나운서
- 2018년 7월 ~ 대전MBC 아나운서

## 현재 진행 프로그램
- 대전MBC TV : MBC 뉴스데스크 대전·세종·충남
- 오늘 M
- MBC 라디오 5시 뉴스

## 과거 진행 프로그램
- TBC 굿모닝뉴스 (2017년 12월 ~ 2018년 6월)
- 대전MBC 표준FM 3830상담실
- 대전MBC 표준FM 희망찾기 민들레 (토요일)
- 대전MBC 표준FM MBC 정오종합뉴스
- 대전MBC TV : 아침이 좋다 (평일)
- 대전MBC TV : MBC 뉴스투데이 대전·세종·충남
- 대전MBC 표준FM 방과 후 토요일

## 같이 보기
- 김경섭
- 유지은
- 조민경
- 임세혁